# Schlacht von St. Mihiel
Die Schlacht von St. Mihiel war eine Schlacht des Ersten Weltkrieges, die vom 12. bis zum 15. September 1918 an dem seit Jahren von deutscher Seite gehaltenen strategisch bedeutsamen Frontvorsprung bei Saint-Mihiel stattfand. Beteiligt waren die amerikanischen Expeditionsstreitkräfte (A.E.F.), verstärkt durch französische Truppen, unter dem gemeinsamen Kommando von John Pershing und die deutsche Armeeabteilung C, verstärkt durch k. u. k.-Truppen, im Inneren des Frontbogens.
Der Angriff auf St. Mihiel war die erste selbstständige Aktion des amerikanischen Expeditionskorps im Ersten Weltkrieg. Der neugegründete United States Army Air Service, der von Anfang an die Lufthoheit innehatte, spielte ebenso wie der massive Einsatz von Panzern eine bedeutende Rolle in der Schlacht.

## Hintergrund
Der Angriff war Teil eines größeren Operationsplans von Pershing. Er beabsichtigte, den nach der Kleinstadt an der Maas benannten „Bogen von St. Mihiel“ abzuklemmen und durch die deutschen Linien auf die Stadt Metz durchzubrechen. Vier Jahre lang hatten die Franzosen dies vergeblich versucht.
Vor der Schlacht von St. Mihiel waren die US-Truppen an verstreuten Orten der Front zur Unterstützung der Alliierten während der deutschen Offensiven des Jahres 1918 eingesetzt, zuletzt in der Zweiten Schlacht an der Marne im Juli. Am 10. August wurde das Hauptquartier der 1. US-Armee aktiviert am 30. August übernahm sie das Kommando über den Frontabschnitt von Port-sur-Seille östlich der Mosel bis nach Watronville, 11 Kilometer südöstlich von Verdun.
Auf der Konferenz des alliierten Obersten Kriegsrats in Bombon am 24. Juli war die Offensive gegen den Frontvorsprung beschlossen worden. Pershings 1. US-Armee wurde dabei das II. französische Kolonialkorps unterstellt, zusätzlich zu ihren eigenen drei Korps. Bei einem weiteren Treffen im August wurde Pershing von Foch, dem alliierten Oberkommandierenden, angewiesen, seine Offensive auf die Bereinigung des Frontvorsprungs zu begrenzen, da eine Einnahme der starken Festung Metz wenig wahrscheinlich erschien und seine Truppen später anderweitig zum Einsatz kommen sollten.

## Pershings Angriffsplan
Der Hauptangriff Pershings war gegen die Südfront des Frontbogens gerichtet und sollte durch zwei amerikanische Korps zwischen Apremont und Pont-à-Mousson geführt werden. Auf dem rechten Flügel war das I. US-Korps (von rechts nach links mit der 82., 90., 5., und 2. Division in Front und der 78. Division in Reserve) zwischen Pont-à-Mousson an der Mosel nach Westen bis auf Limey angesetzt. Als operatives Angriffsziel war dem Kommandierenden General Hunter Liggett der Hauptangriff westlich des Priesterwaldes (Bois le Prêtre) in der Richtung auf Thiaucourt zugewiesen.
Am linken Flügel hatte das IV. US-Korps (von rechts nach links mit der 89., 42., und 1. Division, sowie der 3. Division als Reserve) die deutsche Front an der Linie Limey – Seicheprey bis Marvoisin zu durchbrechen, als Ziel wurde dem Korpskommandanten General Joseph T. Dickman das Erreichen des Yron-Abschnittes bei Vigneulles-lès-Hattonchâtel zugewiesen, um die Verbindung mit dem im Westen des Frontbogen angesetzten V. Korps herzustellen.

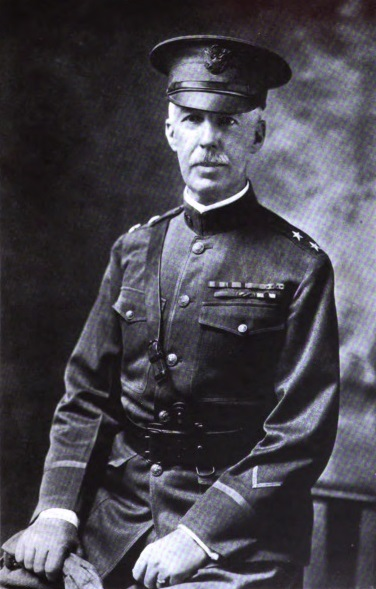
Major General George H. Cameron, Kommandierender General des V. US-Korps

Das V. US-Korps unter Generalmajor George Cameron an der Westfront des Frontbogens hatte seine 4. Division (Generalmajor Hines) am linken Flügel gegen Fresnes und die Combres-Höhe anzusetzen, im Zentrum führte die französische 15. Kolonial-Division ihren Stoß gegen die Maas-Höhen bei Les Esparges, während die 26. Division unter Generalmajor Clarence R. Edwards den Durchbruch nach Südosten auf Vigneulles-lès-Hattonchâtel erzwingen sollte. Die rechts anschließende 8. US-Brigade verstärkte die Reihen der südlicher stehenden französischen 2. Kavallerie-Division, die defensiv blieb, um die deutschen Kräfte auf sich zu ziehen. Nach Südwesten vorgelagert, hatte das französische 2. Kolonial-Korps unter General Ernest Blondlat ebenfalls in Verteidigung zu bleiben, sollte aber versuchen, die deutschen Kräfte beidseitig von St. Mihiel festzuhalten. Rechts war die 39. Kolonial-Division vor St. Mihiel konzentriert, die französische 26. Division unter General Jean de Belenet hielt an der Südfront des Frontbogens die Verbindung zum benachbarten IV. US-Korps. Als Armeereserve standen General Pershing drei weitere Divisionen, die 35., 80. und 91. zur Verfügung.
Die Amerikaner mobilisierten für den Angriffsabschnitt 1481 Flugzeuge unter General William Mitchell. Es wurden 28 Luftwaffenstaffeln für die Schlacht, darunter auch Staffeln der Franzosen, Briten und Italiener abgestellt. Man setzte 701 Jagdflugzeuge, 366 Aufklärungsflugzeuge, 323 Tagbomber und 91 Nachtbomber ein. Sie erzwangen die völlige Luftüberlegenheit und griffen massiv in die Bodenkämpfe ein. Dies war die größte Luftoperation des Ersten Weltkrieges.
Für den Bodenkampf waren insgesamt 419 Panzer zusammengezogen. Die 1. und 3. US-Panzerbrigade unter Oberst George S. Patton und Daniel D. Pullen des A.E.F.-Tankcorps wurde durch 144 französische Renault FT gebildet und war unter der Führung von Brigade-General Samuel D. Rockenbach in Bourg für den Angriff trainiert worden. Das 344. und 345. Bataillon stand im Verband des IV. Korps und operierte auf Thiaucourt. Der Angriff wurde mit 275 Tanks (216 Renauld FT und 35 Schneider CA1 und 24 mittlere St. Chamond) verstärkt, die aber unter der Leitung des französischen Brigadegenerals Estienne und von Lieutenant-Colonel Chanoine verblieben.

## Deutsche Verteidigung

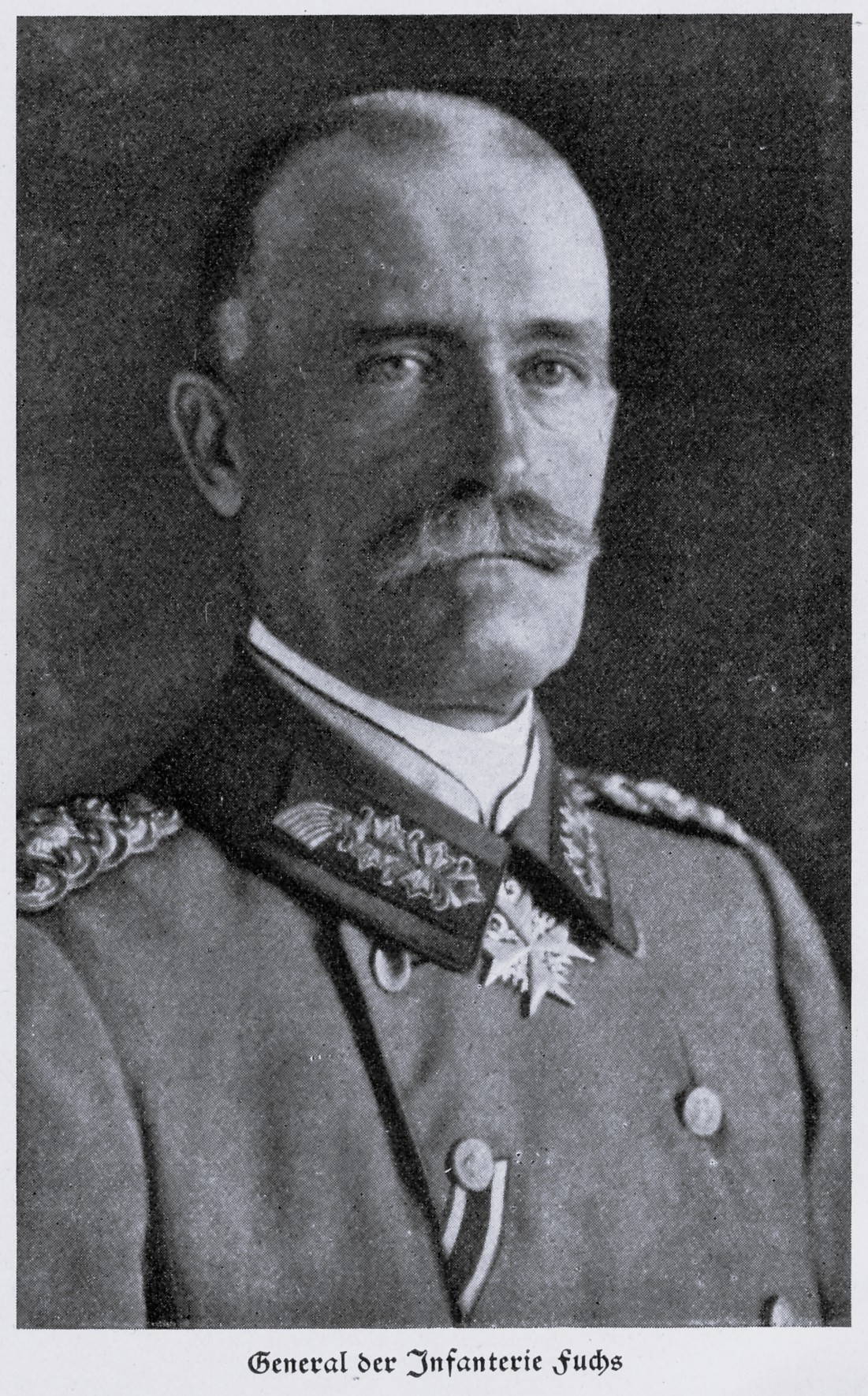
General der Infanterie Georg Fuchs

Die deutsche Verteidigung im Frontbogen oblag der Armeeabteilung C unter Generalleutnant Georg Fuchs, bestehend aus acht Divisionen und einer Brigade in der Front, sowie drei Divisionen in Reserve.
Der im Westen auf den Maas-Höhen zwischen Fresnes und Seuzey liegenden „Gruppe Combres“ (Generalkommando V. Armee-Korps unter General der Infanterie Eduard von Below), war die 8. und 13. Landwehr-Division, die k.u.k. 35. Infanterietruppen-Division, sowie dahinter als Reserve die 88. Infanterie-Division unterstellt. 
Die im Frontvorsprung nach Südwesten bei St. Mihiel vorgeschobene „Gruppe Mihiel“ (Generalkommando XII. (Königlich Sächsisches) Reserve-Korps) stand unter der Führung von Generalleutnant Max Leuthold, ihr war die 5. Landwehr-Division und 192. Infanterie-Division in der Front, die 31. Infanterie-Division als Korpsreserve unterstellt. Die Stellungen der 5. und 6. bayerischen Infanteriedivision wurden über die Feldbahn Vigneulles – St. Mihiel versorgt.
Das Generalkommando 57 unter Generalleutnant von Hartz hatte am 8. Mai 1918 das XXXVIII. Reserve-Korps als „Gruppe Gorze“ abgelöst, sie hielt den östlichen Teil des Frontbogens und das Hinterland bis zur Mosel, ihr unterstellt waren die 10. Infanterie-Division, die 77. Reserve-Division und beidseitig der Mosel angelehnt die 255. Infanterie-Division. Als Armeereserve fungierte dahinter an der sogenannten „Michael-Stellung“ die 107. und 123. Infanterie-Division.

## Verlauf

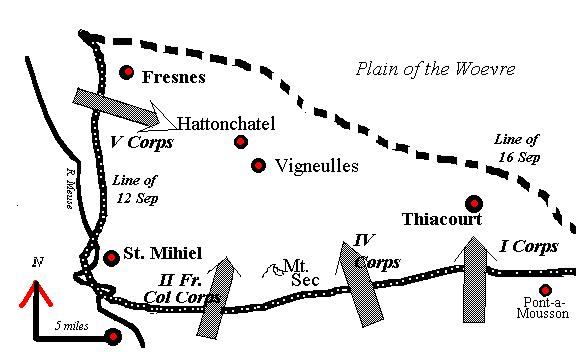
Skizze der Schlacht

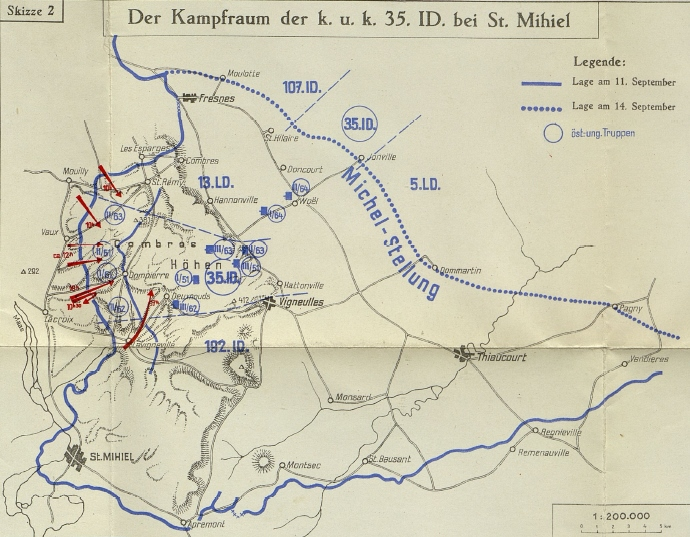
Der Kampfraum der k.u.k. 35. Infanteriedivision im Abschnitt der „Korpsgruppe Combres“ (Generalkommando V. A.K.)

Der Angriff begann um 5:00 Uhr am 12. September nach einem vierstündigen heftigen Vorbereitungsfeuer. Er traf die deutschen Truppen mitten in den Vorbereitungen der sogenannten Loki-Bewegung, der bereits angeordneten Rückwärtsbewegung auf die Sehnenstellung des Frontbogens. Der bevorstehende Angriff war durch General von Gallwitz, den Oberbefehlshaber der übergeordneten Heeresgruppe, richtig vorhergesehen worden. Der aufgrund der geplanten Rückwärtsverlagerung bereits laufende Abbau der deutschen Artillerie an der Südfront des Frontbogens verhinderte die wirksame Bekämpfung der starken amerikanischen Panzerverbände. Den Amerikanern war dadurch ein außergewöhnlicher und schneller Erfolg beschieden. Der Abschnitt der deutschen 77. Reserve-Division wurde zwischen Richecourt bis Regnieville durch starke Infanterie- und Panzerkräfte durchstoßen und die Division, in der auch viele Lothringer kämpften, wurde bei dem Angriff vollständig zerschlagen.
Im westlichen Frontbogen ging der 13. Landwehr-Division unter General von Gayl an der Woëvre-Ebene die strategisch wichtige Combres-Höhe zunächst verloren, wurde aber durch einen schnell angesetzten Gegenstoß für kurze Zeit zurückgewonnen. Derweil brach aber die Front der k.u.k. 35. Infanterie-Division (Generalmajor Gustav Funk) nach dem Zurückgehen der südlicher bei Seuzy abbauenden 192. Division vollständig zusammen, sie allein verlor an diesem Tag rund 3.300 Mann. Trotzdem kam der alliierte Angriff an der Westfront des Frontbogens vorerst zum Stehen; die dortigen Stellungen wurden von den Deutschen noch bis zum Mittag gehalten. Von Westen her überrannten schließlich das V. US-Korps mit der 26. Division und die ihm zugeteilte französische 15. Kolonial-Division die gesamte Hauptkampflinie der „Gruppe Combres“. Gegen Mittag musste Generalleutnant von Fuchs nach dem vollständigen Zusammenbruch seiner Südfront den sofortigen Rückzug auf die „Michael-Stellung“ befehlen. Die deutsche Kriegsgeschichtsschreibung kritisierte ihn später dafür, er habe entgegen den Anweisungen der Obersten Heeresleitung bereits frühzeitig seine einzige schlagkräftige Armeereserve, die 123. Division, durch Gegenstöße verbraucht.
Am Morgen des 13. September konnte die von Süden über Lahayville und Nonsart nach Norden stoßende 1. US-Division unter Generalmajor Charles P. Summerall mit der von Westen her umfassenden 26. Division unter Generalmajor Clarence R. Edwards im Raum Vigneulles-lès-Hattonchâtel Verbindung gewinnen und den Deutschen den Rückzug abschneiden. Am Ende des zweiten Tages nahmen die amerikanischen Truppen einen großen Teil der deutschen „Gruppe Mihiel“ gefangen. Die Kleinstadt St. Mihiel samt dem im September 1914 heftig umkämpften Fort du Camp des Romains wurde beinahe kampflos durch französische Kolonialtruppen unter General Blondlat eingenommen. Die Franzosen hatten angesichts ihres hohen Blutzolls der Vorjahre an diesem Frontabschnitt auf einer Einnahme der Stadt bestanden. Der amerikanische Angriff lief schließlich vor der von den Deutschen vorbereiteten Michael-Stellung fest, nachdem die Alliierten außerhalb der Reichweite ihrer Artillerie waren und der Nachschub stockte.

## Folgen

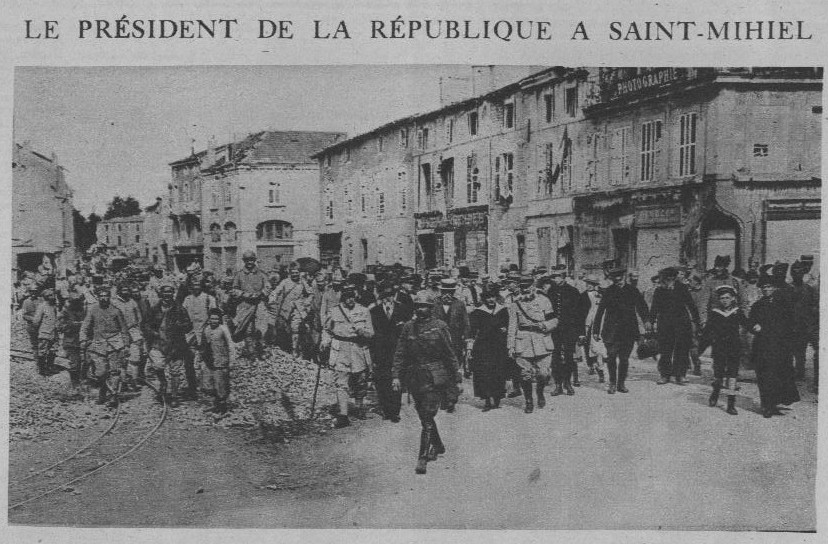
Präsident Poincaré besucht Saint Mihiel (Oktober 1918)

«Open attack at St. Mihiel» (Jonas, 1927)

Durch die Schlacht bei St. Mihiel stieg das Ansehen der Vereinigten Staaten bei ihren Verbündeten Frankreich und Großbritannien. Sie zeigte erneut die herausragende Bedeutung der Artillerie während des Ersten Weltkrieges und die Schwierigkeiten der Versorgung großer Verbände in der Bewegung. Die amerikanischen Truppen wurden nach der Schlacht in Vorbereitung auf die Maas-Argonnen-Offensive, die noch vor dem Monatsende beginnen sollte, in die Argonnen verlegt. Ein für den 15. November 1918 geplanter Vorstoß auf Metz wurde von der 2. US-Armee nicht mehr durchgeführt, denn am 11. November war der Krieg beendet.

## Trivia
In den US-Streitkräften wurden im Vorfeld der Schlacht von St. Mihiel für operationstaktische Zeitangaben zum ersten Mal die Bezeichnungen D-Day und H-Hour verwendet.